# Richard Carlson
Richard Carlson (29 de abril de 1912- 25 de noviembre de 1977) fue un actor estadounidense.

## Biografía
Nació en Albert Lea, Minnesota. En los años treinta Carlson trabajó en los escenarios de Broadway tras estudiar y enseñar teatro en Minnesota. Su primer papel en el cine fue en 1938, en la película de David O. Selznick The Young in Heart. Trabajó como actor independiente, apareciendo en títulos de diferentes estudios a partir de 1939, época en la que se mudó a California. Antes de la Segunda Guerra Mundial, intervino principalmente en comedias y dramas.
Como otros muchos actores, Carlson sirvió en la Segunda Guerra Mundial, interrumpiendo su carrera. Tras su vuelta tuvo problemas para encontrar nuevos papeles, y su futuro en Hollywood estuvo en duda hasta 1948. Ese año fue elegido para trabajar en dos películas de cine negro de bajo presupuesto, Behind Locked Doors y The Amazing Mr. X. A pesar de ello, el verdadero éxito en Hollywood no llegó hasta 1950, cuando protagonizó junto a Deborah Kerr y Stewart Granger el film de aventuras Las minas del rey Salomón, rodado en África. 
Carlson empezó a reconstruir poco a poco su carrera, encontrando trabajo en las nuevas películas de terror y ciencia ficción de serie B de los años cincuenta. Apareció en muchas de ellas liderando a un conjunto de las más bellas estrellas de reparto de Hollywood. Entre esas películas se incluyen tres títulos en 3-D: The Maze (1953) y los clásicos It Came from Outer Space (1953) con Barbara Rush, Creature from the Black Lagoon (1954) con Julie Adams, y The Magnetic Monster (1954). Su éxito en el género le llevó a dirigir en 1954 la película Riders to the Stars, la cual también protagonizaba. 
La década de los cincuenta fue una buena época para Carlson. Siguió dirigiendo, esta vez televisión y cine documental. Fue, además, la estrella de la serie de televisión I Led Three Lives, de 1953 a 1956. Los seguidores de la serie Mystery Science Theater 3000 recuerdan a Carlson en la película de terror del año 1960 Tormented. Su última película fue Change of Habit, en 1969, junto a Elvis Presley y Mary Tyler Moore. En 1964 actuó en la exitosa serie de los años sesenta, El fugitivo con David Janssen, en el episodio "The Homecoming", donde interpreta a Allan Pruitt, un hacendado de Georgia que espera a que su hija salga del Hospital de Salud Mental. Su última actuación fue en un episodio de la serie Cannon en 1973.
Por su contribución a la industria televisiva, Richard Carlson tiene una estrella en el Paseo de la Fama de Hollywood, en el 6333 de Hollywood Blvd.
Estuvo casado con Mona Carlson. La pareja estuvo unida hasta el fallecimiento de Richard, a causa de una hemorragia cerebral en 1977. Fue enterrado en el cementerio Los Angeles National, en West Los Angeles.